# مطار تشوهاى جينوان
مطار تشوهاى جينوان (إياتا: ZUH، إيكاو: ZGSD) المعروف سابقا بمطار تشوهاى سانزو (بالصينية: 珠海三灶机场) يقع في مدينة تشوهاى في جمهورية الصين الشعبية. صنف مطار تشوهاى سانزو في المرتبة السابعة والأربعون في الصين من حيث عدد الركاب عام 2011 وفقًا لإدارة الطيران المدني في الصين، حيث تعامل مع 1,797,306 راكب، وبلغ إجمالي حركة الطائرات (القادمة والمغادرة) 48,059 طائرة وقد بلغت كمية البضائع المنقولة عبر المطار 16,768 طن.

## شركات الطيران والوجهات
| شركـات طيـران          | الوجهات |
| ---------------------- | --- |
| Air Chang'an           | مطار شيان شيانيانغ الدولي |
| طيران الصين            | مطار بكين العاصمة الدولي، مطار بكين داشينغ الدولي، مطار تشنغدو تيانفو الدولي، مطار تشونغتشينغ جيانغبى الدولي، Dazhou، مطار شانغهاي بودنغ الدولي، مطار تيانجين الدولي، مطار ووهان الدولي |
| Air Guilin             | مطار إينشي شوجيابينغ، مطار تشنغتشو الدولي |
| Air Travel ‏            | مطار دالي، مطار كونمينغ جانغشوي الدولي، مطار ساني ليجيانغ، مطار سنن شوفانغ الدولي |
| Chengdu Airlines       | مطار تشنغدو شوانغليو الدولي، مطار زوني شينزهو |
| خطوط شرق الصين الجوية  | مطار بكين داشينغ الدولي، مطار تشنغدو تيانفو الدولي، مطار هاربين الدولي، مطار كونمينغ جانغشوي الدولي، مطار لانتشو تشونغ تشوان، مطار نانجينغ الدولي، مطار نينغبو ليش الدولي، مطار اوردوس إيجين هورو، مطار شانغهاي بودنغ الدولي، مطار شيان شيانيانغ الدولي |
| طيران الصين اكسبرس     | مطار بيجي فيشونغ، مطار تشونغتشينغ جيانغبى الدولي، مطار قوييانغ لونغدونغابو الدولي، مطار ميشيان |
| خطوط جنوب الصين الجوية | مطار بكين داشينغ الدولي، مطار تشانغتشون الدولي، مطار تشانغده تاوهوايوان، مطار تشانغشا هوانغوا الدولي، مطار تشنغدو تيانفو الدولي، مطار تشونغتشينغ جيانغبى الدولي، مطار داليان الدولي، مطار داتشينغ سارتو، مطار قوييانغ لونغدونغابو الدولي، مطار هايكو ميلان الدولي، مطار هانغتشو شياوشان الدولي، مطار هاربين الدولي، مطار حيفي شينكياو الدولي، مطار هوهوت بايتا الدولي، مطار جييانغ شاوشان، مطار كونمينغ جانغشوي الدولي، مطار لانتشو تشونغ تشوان، مطار لوئهو يونلونغ، مطار نانجينغ الدولي، مطار نانيانغ جيانغ يينغ، مطار سانيا فينيكس الدولي، مطار شانغهاي بودنغ الدولي، مطار شنيانغ الدولي، مطار تاييوان وسو الدولي، مطار أورومتشي الدولي، مطار ووهان الدولي، مطار شيان شيانيانغ الدولي، مطار نانيانغ يانتشنغ، مطار يبين واليانجي (begins 16 July 2023)، مطار ييوو، مطار تشنغتشو الدولي |
| China United Airlines  | مطار بكين داشينغ الدولي، مطار اوردوس إيجين هورو، مطار شيجياتشوانغ تشنغدينغ الدولي |
| Chongqing Airlines     | مطار تشونغتشينغ جيانغبى الدولي، مطار داوجينغ يادينغ، مطار نينغشهاي ماينلينغ، مطار ووهان الدولي |
| Donghai Airlines       | مطار باوتو يرليبان، مطار هايكو ميلان الدولي، مطار هانغتشو شياوشان الدولي، مطار لانتشو تشونغ تشوان، مطار نانجينغ الدولي، مطار نانتونغ شينغ دونغ، مطار جينجيانغ تشيوانتشو، مطار شيهيان ودانغشان، مطار تاييوان وسو الدولي، مطار وانتشو وتشياو، مطار شينينغ الدولي، مطار ييتشانغ سانشيا، مطار تشنغتشو الدولي |
| طيران جي إكس           | مطار لويانغ الدولي، مطار تشيانغ مينغانغ |
| خطوط هاينان الجوية     | مطار داليان الدولي، مطار هايكو ميلان الدولي، مطار هانغتشو شياوشان الدولي، مطار حيفي شينكياو الدولي، مطار ميانيانغ نانيجو، مطار نانيانغ جيانغ يينغ، مطار تاييوان وسو الدولي، مطار أورومتشي الدولي، مطار ونزهو يونجقيانج الدولي، مطار ووهان الدولي، مطار شيان شيانيانغ الدولي، مطار ييتشانغ سانشيا، مطار ينتشوان خه دونغ، مطار تشنغتشو الدولي |
| Hebei Airlines         | مطار هوانغشان تونشي الدولي، مطار شيجياتشوانغ تشنغدينغ الدولي |
| Jiangxi Air            | مطار نانتشانغ تشانغبى الدولي، مطار تشنغتشو الدولي |
| خطوط جونياو الجوية     | مطار شانغهاي هونغكياو الدولي، مطار شانغهاي بودنغ الدولي |
| Kunming Airlines       | مطار هوايان ليانشوي، مطار كونمينغ جانغشوي الدولي، مطار ساني ليجيانغ، مطار تاييوان وسو الدولي |
| LJ Air                 | مطار هاربين الدولي، مطار حيفي شينكياو الدولي |
| طيران لونج             | مطار تشانغتشون الدولي، مطار هانغتشو شياوشان الدولي، مطار هاربين الدولي، مطار جينان الدولي، مطار جينغقانغشان، مطار ليني شوبولينغ، مطار سوزهو جوانين، مطار يانتاي بينجلاي الدولي |
| خطوط لاكي الجوية       | مطار كونمينغ جانغشوي الدولي، مطار تشنغتشو الدولي |
| خطوط طيران أوكاي       | مطار نانتشانغ تشانغبى الدولي، مطار نينغبو ليش الدولي، مطار تيانجين الدولي، مطار شيان شيانيانغ الدولي، مطار يبين واليانجي |
| Qingdao Airlines       | مطار جينجيانغ تشيوانتشو |
| Ruili Airlines         | مطار تينغشونغ توفينغ، مطار شيشوانغباننا غاسا |
| خطوط شاندونغ الجوية    | مطار بكين العاصمة الدولي، مطار تشانغتشون الدولي، مطار تشونغتشينغ جيانغبى الدولي، مطار داليان الدولي، مطار فوتشو تشانغله الدولي، مطار هانغتشو شياوشان الدولي، مطار حيفي شينكياو الدولي، مطار جينان الدولي، مطار نانتشانغ تشانغبى الدولي، مطار غينغادو جياودونغ الدولي، مطار شانغهاي هونغكياو الدولي، مطار ونزهو يونجقيانج الدولي، مطار شيامن قاوتشي الدولي، مطار يانتاي بينجلاي الدولي، مطار تشنغتشو الدولي |
| خطوط شانغهاي الجوية    | مطار جييانغ شاوشان، مطار شانغهاي هونغكياو الدولي، مطار شانغهاي بودنغ الدولي |
| خطوط شينزين الجوية     | مطار تشانغتشون الدولي، مطار تشانغتشو بيننو، مطار نانجينغ الدولي، مطار نانتونغ شينغ دونغ، مطار شنيانغ الدولي، مطار سنن شوفانغ الدولي، مطار شانغينغ ليوجي، مطار يونتشنغ قوانقونغ |
| خطوط سيتشوان الجوية    | مطار تشنغدو شوانغليو الدولي، مطار تشونغتشينغ جيانغبى الدولي، مطار تيانجين الدولي، مطار شيتشانغ تشينغشان، مطار يشهون مينغيويشان |
| سبرينغ (شركة طيران)    | مطار نانتشانغ تشانغبى الدولي، مطار نينغبو ليش الدولي، مطار شنيانغ الدولي، مطار شيجياتشوانغ تشنغدينغ الدولي، مطار يانغزهو تايزهو |
| خطوط سوبارنا الجوية    | مطار غينغادو جياودونغ الدولي، مطار ووهان الدولي |
| خطوط تيانجين الجوية    | Ezhou، مطار قانتشو هوانتشين، مطار قوييانغ لونغدونغابو الدولي، مطار هايكو ميلان الدولي، مطار هوهوت بايتا الدولي، Lianyungang، مطار تيانجين الدولي، مطار شيان شيانيانغ الدولي |
| West Air ‏              | مطار تشونغتشينغ جيانغبى الدولي، مطار حيفي شينكياو الدولي، مطار تشنغتشو الدولي |
| خطوط زيامن الجوية      | مطار فوتشو تشانغله الدولي، مطار هانغتشو شياوشان الدولي، مطار جينجيانغ تشيوانتشو، مطار تيانجين الدولي، مطار شيامن قاوتشي الدولي، مطار ينتشوان خه دونغ |